# Mr. Gaga
Mr. Gaga – film dokumentalny z 2015 roku w reżyserii Tomera Heymanna produkcji holendersko-niemiecko-szwedzko-izraelskiej. Film opowiada o historii genialnego choreografa, Ohada Naharina, który stworzył innowacyjny język ruchu, GaGa.

## Opinie krytyków
Film zyskał pozytywne opinie. Na Rotten Tomatoes film zdobył wynik 85%, na serwisie Metacritic średnia ocen 72, na IMDb 7,7, a na Filmwebie 7,8.

## Nagrody
Europejska Akademia Filmowa zdecydowała się przyznać filmowi nominację do  najlepszego europejskiego filmu dokumentalnego. Ponadto brał udział w konkursie głównym na festiwalu Nowe Horyzonty oraz zdobył nominację do Ofirów, izraelskich nagród filmowych w kategorii najlepszy film dokumentalny powyżej godziny.